# Cantonul Navarrenx
Cantonul Navarrenx este un canton din arondismentul Oloron-Sainte-Marie, departamentul Pyrénées-Atlantiques, regiunea Aquitania, Franța.

## Comune
- Angous
- Araujuzon
- Araux
- Audaux
- Bastanès
- Bugnein
- Castetnau-Camblong
- Charre
- Dognen
- Gurs
- Jasses
- Lay-Lamidou
- Lichos
- Méritein
- Nabas
- Navarrenx (reședință)
- Ogenne-Camptort
- Préchacq-Josbaig
- Préchacq-Navarrenx
- Rivehaute
- Sus
- Susmiou
- Viellenave-de-Navarrenx